# Séminaire de Sainte-Thérèse
Le Séminaire de Sainte-Thérèse est un collège classique situé à Sainte-Thérèse, au Québec fondé en 1825 par l'Abbé Charles-Joseph Ducharme qui est devenu le Collège Lionel-Groulx en 1967. 

## Histoire
Le curé Charles-Joseph Ducharme fonda le Séminaire de Sainte-Thérèse en 1825 pour protester contre l'Institution Royale, régime instauré par la métropole anglaise pour encadrer la vie scolaire dans la colonie.
Le presbytère devenu trop petit, le Collège Jaune abrita les élèves dès 1830. L'espace du Collège Jaune devint rapidement insuffisant, Ducharme réclame une école pour les filles qui sera finalement bénie le 9 mars 1847 avec les Dames de la Congrégation Notre-Dame à l'emplacement actuel de l'hôtel de ville de Sainte-Thérèse.  Le Collège Jaune sera démoli en 1957.
En 1841, Mgr Ignace Bourget, voulant reconnaître solennellement le mérite de l'abbé Ducharme et lui témoigner comment il appréciait ses travaux, érigea canoniquement l'établissement en Séminaire diocésain de Montréal.
La Corporation du Séminaire est constituée en 1844, le Séminaire accueille 100 élèves dont 70 pensionnaires. Dès 1846, le nouveau Séminaire est érigé face à l'Hôpital Drapeau-Deschambault (emplacement actuel des terrains de soccer). En 1849, le Séminaire devient le lieu de résidence du curé de Sainte-Thérèse et la Corporation du Séminaire est chargé de le désigner.
En 1850, les pères Saché et Sicateri introduisent au Séminaire la Ratio Studiorum établie par la Compagnie de Jésus dans les grands collèges de France. Saint-Charles-Borromée devient le premier Patron du Séminaire.
En 1862, le Séminaire est affilié à l'Université Laval.
En 1881, un incendie détruit totalement le Séminaire. Les 204 élèves sont alors dispersés dans le village de Sainte-Thérèse et les cours sont dispensés dans des locaux de fortune. Le Séminaire est reconstruit en plusieurs étapes après 1881 et inauguré au cours de l'automne 1883. Œuvre majeure des architectes Victor Roy (1837-1902) et Jean-Roch Poitras (1844-1885), cet immeuble en pierre à bossage de plan rectangulaire allie les styles Second Empire et néogothique, avec une chapelle-oratoire néogothique de plan octogonal située devant le bâtiment principal depuis 1886.
En 1924, à la suite des demandes répétées des autorités religieuses, le Séminaire et la Paroisse sont séparés. Depuis 1825, ces deux entités avaient toujours été interdépendantes.
En 1967, le Séminaire de Sainte-Thérèse devient un cégep et la Corporation du Séminaire vend tous ses biens mobiliers et immobiliers au Collège Lionel-Groulx en 1969.
Le fonds d'archives du Séminaire de Sainte-Thérèse-de-Blainville est conservé au centre d'archives de Montréal de Bibliothèque et Archives nationales du Québec.

## Installations
À la suite de l'inauguration des nouvelles installations du Séminaire de 1883, on procédera à plusieurs agrandissements et modifications au fil du temps jusqu'à la vente des biens de la Corporation du Séminaire au Collège Lionel-Groulx en 1969.
| 1888      | Érection de l'oratoire dédié à saint Joseph sur la pelouse avant sud du séminaire où reposent les restes de Charles-Joseph Ducharme. |
| 1898      | Inauguration de la chapelle et de la salle académique.                                                                               |
| 1910      | Construction de l'aile sud et réfection de la partie centrale.                                                                       |
| 1951      | Construction de l'aréna. |
| 1952      | Construction de l'aile nord et du gymnase (devenu la Palestre).                                                                      |
| 1958-1959 | Démolition de la chapelle et de la salle académique pour faire place à la bibliothèque. Démolition des bâtiments de ferme.           |
| 1960-1964 | Réfection complète de l'aile Ducharme. Construction des ailes Léger, Sauvé, Frenette et de l'auditorium                              |

## Supérieurs

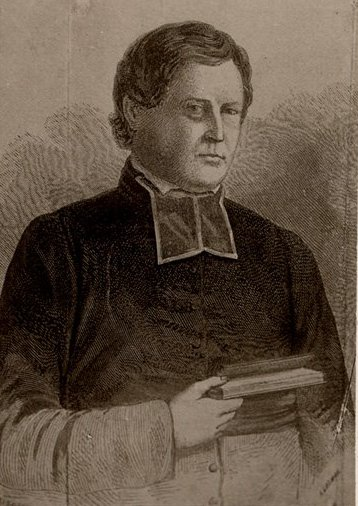
Charles-Joseph Ducharme, Fondateur du séminaire Sainte-Thérèse (1786-1853)

- Abbé Charles-Joseph Ducharme (1825-1852)
- Abbé Joseph Duquet (1852-1853)
- Abbé Stanislas Tassé (1853-1862)
- Abbé Louis Dagenais (1862-1868)
- Abbé Stanislas Tassé (1868-1870)
- Mgr Antonin Nantel, P.D. (1870-1886)
- Abbé Léon-Augustin Charlebois (1886-1889)
- Abbé Antonin Nantel, P.D. (1889-1895)
- Mgr Herménégilde Cousineau, P.D. (1895-1900)
- Abbé Antonin Nantel P.D. (1900-1903)
- Chanoine Laurent-Arthur Jasmin (1903-1912)
- S.E. Mgr Conrad Chaumont (1912-1915)
- Abbé Laurent-Arthur Jasmin (1915-1916
- Mgr Conrad Chaumont (1916-1923)
- Mgr Delphis Nepveu, P.D. (1923-1927)
- Abbé  Edmour Hébert (1927-1930)
- Abbé  Henri Lecompte (1930-1939)
- Mgr Philippe Chartrand, P.D. (1939-1945)
- S.E. Mgr Percival Caza (1945-1948)
- Abbé Louis-Joseph Rodrigue (1948-1951)
- Mgr Laurent Presseault, P.D. (1951-1954)
- Mgr Pierre Décary (... 1964)
- M. le chanoine Charles Lussier (1965-...)

## Anciens étudiants
- Antoine Labelle
- Lionel Groulx
- Séminaire de Sainte-Thérèse le 28 septembre 1948Paul-Émile Léger
- Élie Fallu
- Jacques Grand'Maison
- Denis Hardy
- Louise Harel

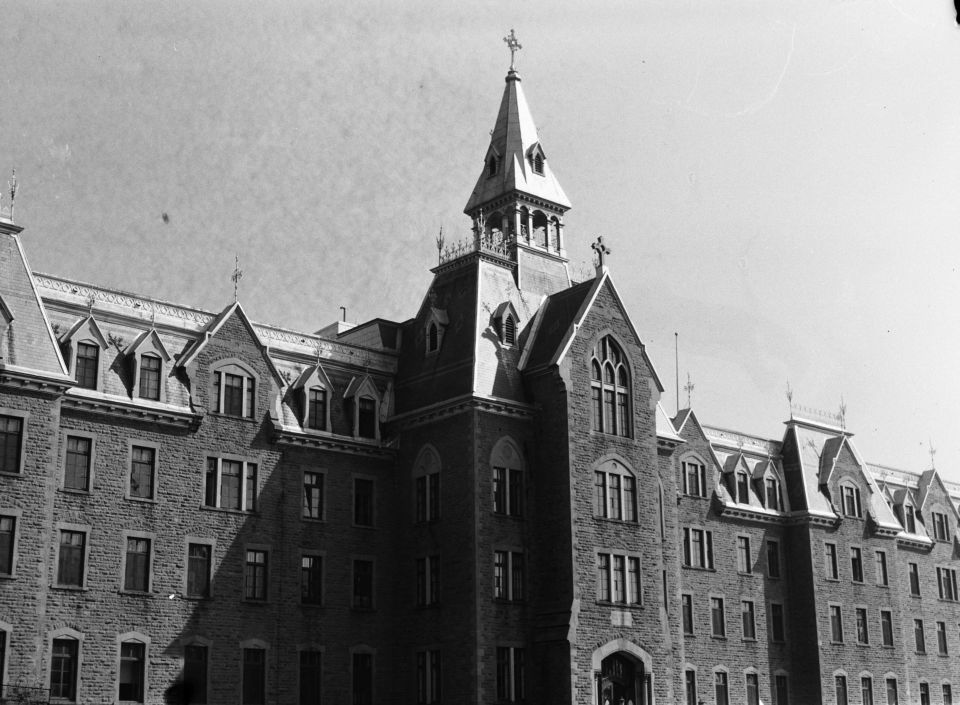
Séminaire de Sainte-Thérèse le 28 septembre 1948

- Charles-Auguste-Maximilien Globensky